# Esch (Elsdorf)
Esch ist ein Dorf in der Stadt Elsdorf im nordrhein-westfälischen Rhein-Erft-Kreis. 

## Lage
Esch grenzt im Osten an Angelsdorf, im Süden an Escherbrück, nordwestlich an Tollhausen. Nächste Ortschaft im Norden ist Niederembt.

## Geschichte

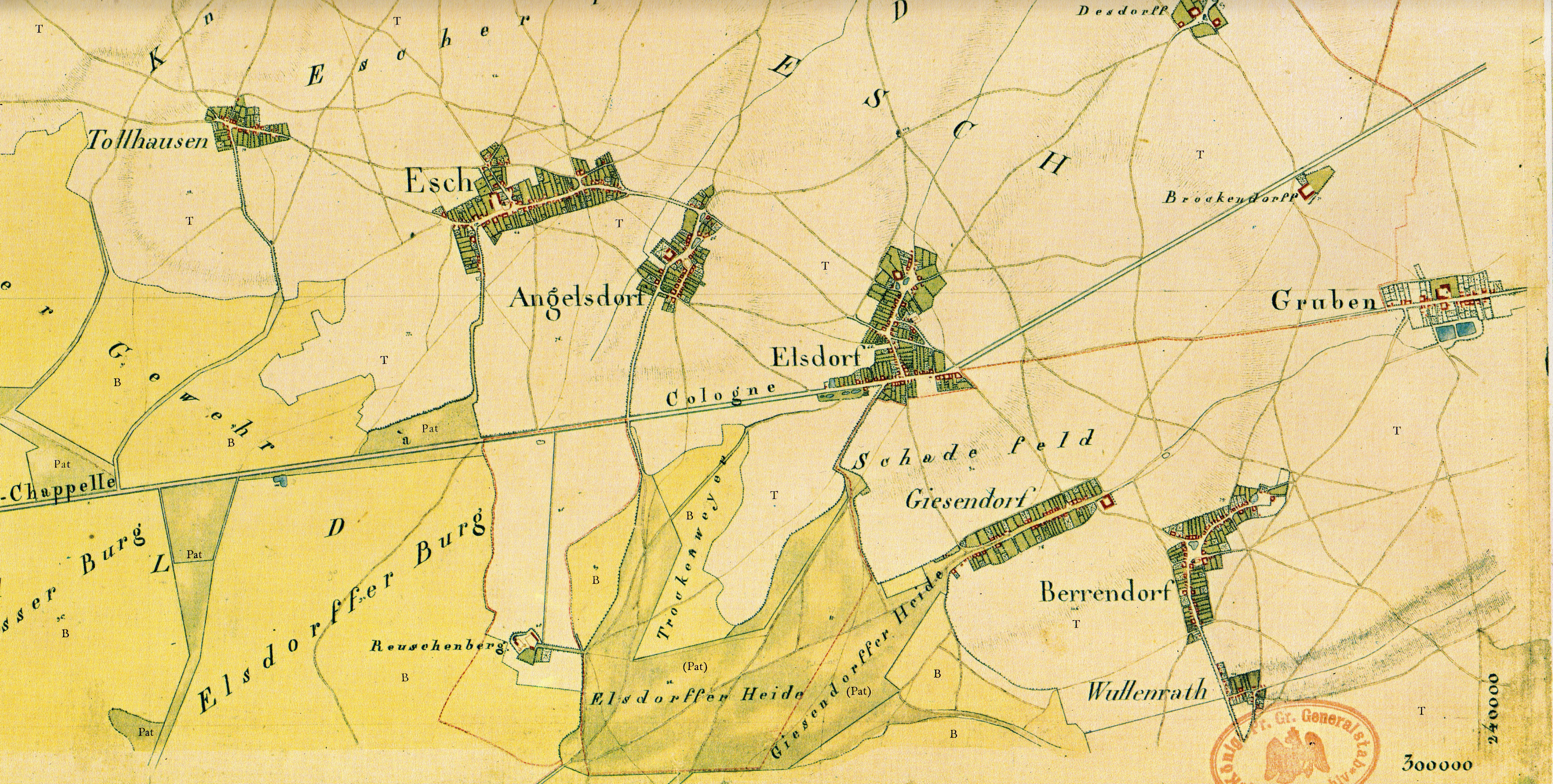
Esch auf der Tranchotkarte von 1806/07

### Ortsgeschichte
Esch gehörte seit dem Mittelalter zum Amt Kaster im Herzogtum Jülich. Im Jahre 1794 wurde der Ort von französischen Revolutionstruppen besetzt. Es entstand die Mairie Esch im Kanton Bergheim im Arrondissement Cologne im Département de la Roer. 1815 kam der Ort an das Königreich Preußen. Es entstand die Bürgermeisterei Esch im Kreis Bergheim (Erft) im Regierungsbezirk Köln. 1927 wurde die Bürgermeisterei Esch in Amt Esch umbenannt. 1937 kam die Gemeinde Heppendorf in das Amt Esch, das 1938 in Amt Elsdorf umbenannt wurde. Seit dem 1. Januar 1975 ist Esch ein Teil der Gemeinde Elsdorf, die seit 2011 Stadtrechte besitzt.

### Bevölkerungsentwicklung
- 31. Januar 2007: 2693 Einwohner
- 30. September 2013:  2714 Einwohner[3]
- 31. Dezember 2014: 2718 Einwohner[4]
- 31. August 2018: 2731 Einwohner[5]

## Bauwerke

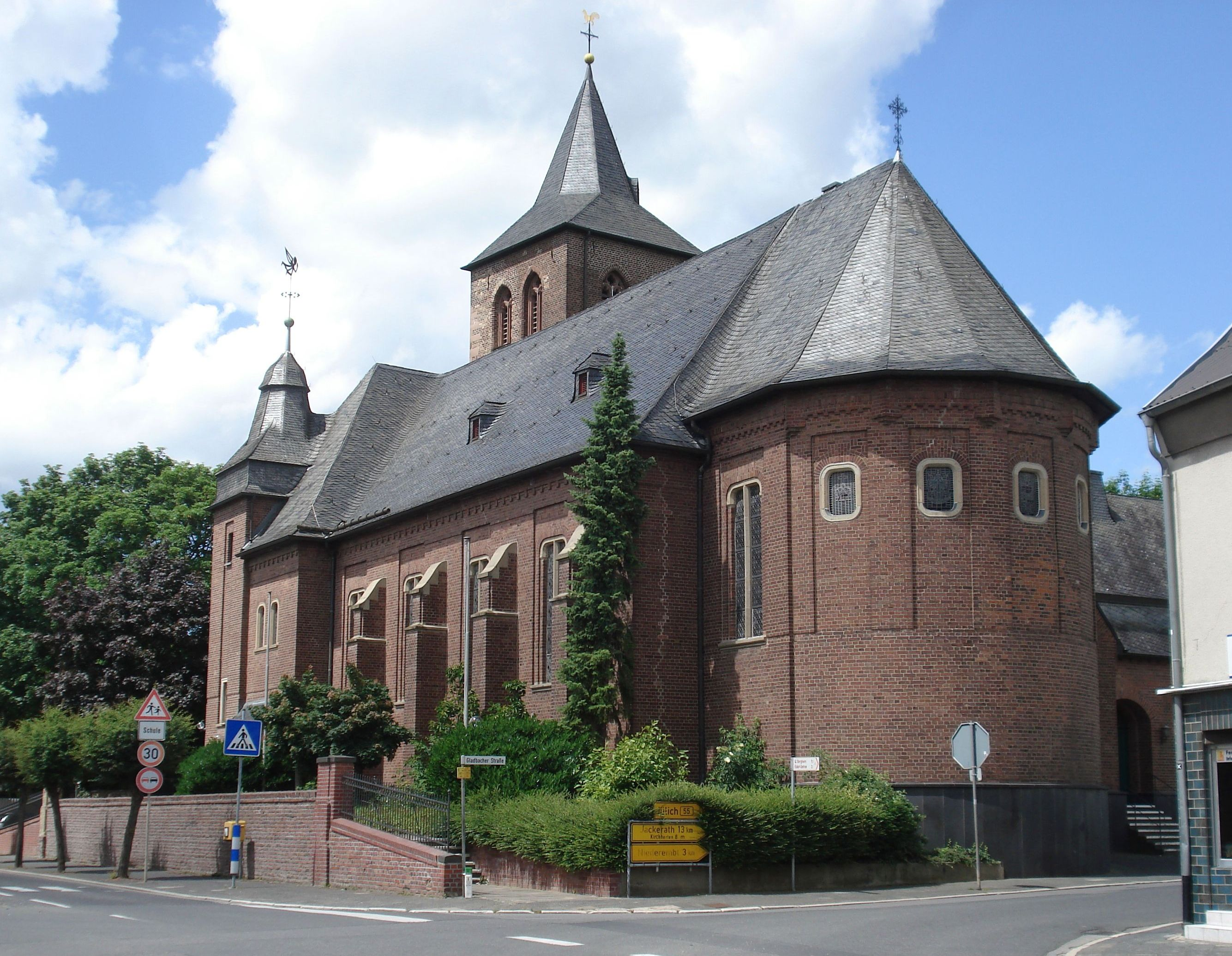
Pfarrkirche St. Laurentius, Elsdorf-Esch

- Kirche St. Laurentius (Esch)

## Infrastruktur
- AWO-Kita „Sternschnuppe“ Esch
- Erich Kästner Grundschule Esch

## Verkehr
Esch liegt im Verbundgebiet des VRS. Die Buslinien 937, 950 und 988 der Rhein-Erft-Verkehrsgesellschaft verbinden den Ort mit Elsdorf, Bergheim und Bedburg. Zusätzlich verkehren einzelne Fahrten der AVV-Linie 283 des Rurtalbus nach Elsdorf und Rödingen.
| Linie | Betreiber | Verlauf |
| ----- | --------- | --- |
| 283   | Rurtalbus | Rödingen – Bettenhoven – Oberembt – Niederembt – Esch – Elsdorf |
| 937   | REVG      | Schülerverkehr: Oberembt – Frankeshoven – Niederembt – Tollhausen – Esch – Angelsdorf – (Neu-Etzweiler –) Elsdorf – Zieverich – Bergheim |
| 950   | REVG      | Weiden Zentrum (Stadtb.) – Königsdorf Bf – Quadrath-Ichendorf Bf – Kenten – Bergheim Bf – Zieverich – Thorr – Grouven – Berrendorf – Giesendorf – Elsdorf – Angelsdorf – Esch – Niederembt – Frankeshoven – Oberembt – Bettenhoven – Rödingen |
| 988   | REVG      | (Stammeln – Heppendorf – Widdendorf – Grouven – Berrendorf-Wüllenrath – Giesendorf –) Elsdorf – Angelsdorf – Esch – Tollhausen – Oberembt – Frankeshoven – Niederembt – Bedburg Schulzentrum / (Kirdorf – Blerichen – Bedburg Bf)             |